# Soulaires
Soulaires é uma comuna francesa na região administrativa do Centro, no departamento Eure-et-Loir. Estende-se por uma área de 5,85 km². Em 2010 a comuna tinha 471 habitantes (densidade: 80,5 hab./km²).